# Smedby Allmänna Idrottssällskap
Smedby Allmänna Idrottssällskap, ou simplesmente Smedby AIS, é um clube de futebol da Suécia fundado em 3 de outubro 1929. Sua sede fica localizada em Norrköping.
Em 2009 disputou a Division 2 Mellersta Götaland, uma das seis ligas da quarta divisão do futebol sueco, terminando na segunda colocação dentre 12 clubes participantes.